# Levan Chilachava
Levan Chilachava (gruzínsky: ლევან ჩილაჩავა) (17. srpna 1991 Suchumi) je gruzínský ragbista, který hraje jako pilíř za francouzský klub Castres od roku 2021. S bývalým klubem Toulon vyhrál v roce 2014 francouzskou ligu a o rok později Evropský pohár mistrů. V roce 2021 vyhrál s francouzským týmem Montpellier Challenge Cup.  
Zúčastnil se MS 2015 a MS 2019. Pětkrát vyhrál s Gruzií Rugby Europe Championship (2012, 2014, 2016, 2018, 2019). Svou reprezentační premiéru zažil v únoru 2012 proti Španělsku.